# Кошаркашка репрезентација Босне и Херцеговине
Кошаркашка репрезентација Босне и Херцеговине представља Босну и Херцеговину на међународним кошаркашким такмичењима.

## Учешће на међународним такмичењима

### Европско првенство(10)
| Година | Домет            | Ут.              | Доб.             | Изг.             | Позиција         |
| ------ | ---------------- | ---------------- | ---------------- | ---------------- | ---------------- |
| 1993.  | Четвртфинале     | 9                | 2                | 7                | 8.               |
| 1995.  | Није учествовала | Није учествовала | Није учествовала | Није учествовала | Није учествовала |
| 1997.  | Прва фаза        | 5                | 1                | 4                | 15.              |
| 1999.  | Прва фаза        | 3                | 0                | 3                | 15.              |
| 2001.  | Прва фаза        | 3                | 0                | 3                | 13.              |
| 2003.  | Прва фаза        | 3                | 0                | 3                | 15.              |
| 2005.  | Прва фаза        | 3                | 0                | 3                | 15.              |
| 2007.  | Није учествовала | Није учествовала | Није учествовала | Није учествовала | Није учествовала |
| 2009.  | Није учествовала | Није учествовала | Није учествовала | Није учествовала | Није учествовала |
| 2011.  | Прва фаза        | 5                | 2                | 3                | 19.              |
| 2013.  | Прва фаза        | 5                | 3                | 2                | 13.              |
| 2015.  | Прва фаза        | 5                | 1                | 4                | 23.              |
| 2017.  | Није учествовала | Није учествовала | Није учествовала | Није учествовала | Није учествовала |
| 2022.  | Прва фаза        | 5                | 2                | 3                | 18.              |
| Укупно | —                | 46               | 11               | 35               | —                |